# 寒竹優衣
寒竹 優衣（かんちく ゆい、1998年3月18日 - ）は、日本の女優。
元レプロエンタテインメント(ネクストスター☆)所属。

## 略歴
2017年5月18日放送のフジテレビ系木曜ドラマ｢人は見た目が100パーセント｣第6話でドラマ初出演。
同年8月に舞台「ローファーズハイ!!」に望月クルミ役で出演。以降、同年12月にも同舞台に出演する。

## 人物
趣味は美術館巡り、料理、読書。
特技はピアノ、暗記。

## 出演

### 舞台
- ローファーズハイ!! Vol.2[1]（2017年8月、浅草九劇） - 望月クルミ 役
- ローファーズハイ!! Vol.3[1]（2017年12月、浅草九劇） - 望月クルミ 役
- 浅草九劇１周年記念うずフェス2018「ローファーズハイ!!番外編 ～色々盛り込んでみたので優しい気持ちで観て下さい！～」(2018年4月)
- 「新サクラ大戦 the Stage」（2020年11月19日 - 23日、ヒューリックホール東京） - 望月あざみ 役[3][4][5]
  - 「新サクラ大戦 the Stage ～二つの焔～」（2021年12月17日 - 19日、シアター1010） - 望月あざみ 役[6]
- ライブコンサート「新サクラ大戦 the Stage 〜桜歌之宴〜」（2021年3月21日、ヒューリックホール東京） - 望月あざみ 役[7]
  - ライブコンサート「新サクラ大戦 the Stage 〜桜歌之宴・彩〜」（2021年9月25日・26日、ヒューリックホール東京） - 望月あざみ 役[8]
  - ライブコンサート「新サクラ大戦 the Stage ～桜歌之宴＜二幕＞～」（2022年4月16日・17日、シアター1010） - 望月あざみ 役 [9]
- 「サクラ大戦25周年オーケストラコンサート〜田中公平作家生活40+1周年記念〜」（2021年7月28日、オーチャードホール）- 望月あざみ 役[10]

### テレビドラマ
- 人は見た目が100パーセント 第6話（2017年5月18日、フジテレビ）[1]
- 警視庁捜査一課9係 season12 第9話（最終話）（2017年6月7日、テレビ朝日）[1]
- 民衆の敵〜世の中、おかしくないですか!?〜 第10話（最終話）（2017年12月25日、フジテレビ） - 市長に街頭で市民の議会参加で声をかけられ参加する女子高生 役[11]

### 映画
- クロノゲイザー　時空の結び目（2017年8月、オッドエンタテインメント）[1]
- 爪先の宇宙（2017年11月より順次公開）[1]
- HKT48×48人の映画監督たち 「籔下雷太×荒巻美咲『恋と友情のパターン』」（HKT48 1stアルバム TYPE C収録）[12]（2017年12月27日発売）[1]

### テレビ
- 痛快TV スカッとジャパン（2017年6月12日、フジテレビ）[1] - 佐原直美（ファストフード店の店員） 役

### ラジオ
- 「火曜BEAST!!!『風雲 寒竹城』」（2018年4月 - 2018年7月、レインボータウンFM） - レギュラー出演(毎月第3火曜)[13]

### ミュージック・ビデオ
- KinKi Kids「Topaz Love」（2018年）
- 及川光博「インフィニティ∞ラブ」（2018年）

### ネット配信
- ユージ芸能事務所 -少女たちのシャカリ紀-[1]（2017年、生テレ/FRESH!）[14]

### 広告
- 信学会[1][15][16]（2017年）